# Middleburg, Virginia
Middleburg là một thị trấn thuộc quận Lounoun, Virginia, Hoa Kỳ. Dân số là 673 tại cuộc điều tra dân số năm 2010.
Middleburg tọa lạc tại 38°58′6″B 77°44′15″T / 38,96833°B 77,7375°T (38.968411, −77.737631).
Theo Cục điều tra dân số Hoa Kỳ, thị trấn có tổng diện tích 0,6 dặm vuông (1,5 km²) toàn bộ đất đai. Độ cao là 486 feet.

## Lịch sử

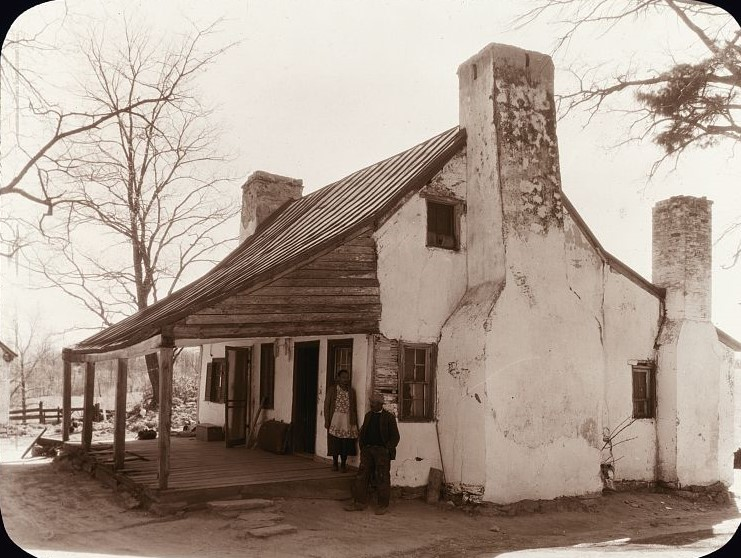
Cabin gần Middleburg, Loudon, ảnh của Frances Benjamin
Johnston vào những năm 1930. Hình ảnh cho thấy người đàn ông và phụ nữ người Mỹ gốc Phi, đứng ngoài trời ngay tại góc của một ngôi nhà gần ống khói

Thị trấn được thành lập vào năm 1787 bởi Trung tá quân đội trong Chiến tranh Cách mạng Hoa Kỳ và là một chính khách Virginia, Leven Powell. Ông đã mua mảnh đất ở Middleburg với giá 2,50 đô la một mẫu vào năm 1763 từ Joseph Chinn, một người anh em họ đầu tiên của George Washington. Nó được gọi là "Ngã tư Chinn", và sau đó được gọi là Thị trấn Powell. Khi Leven Powell từ chối đặt tên thị trấn theo tên mình, thị trấn được gọi là Middleburgh, và sau đó, đơn giản gọi là Middleburg. Ngôi làng nằm giữa cảng Alexandria và Winchester, Virginia, trên tuyến giao dịch Ashby Gap (nay là Tuyến 50 của Hoa Kỳ).
Năm 1863, Middleburg chứng kiến hai cuộc đụng độ trong Chiến dịch Gettysburg trong thời kỳ Nội chiến.
Từ đầu những năm 1900, Middleburg bắt đầu chào đón những du khách tham gia săn cáo và leo dốc. Ngôi làng này sớm nổi tiếng là Quốc gia săn ngựa, thu hút những vị khách nổi tiếng từ khắp Trung Mỹ, có tòa nhà của trung tâm nghiên cứu thư viện thể thao quốc gia rộng 15.000 mét vuông (1.400 m 2) phục vụ các môn thể thao ngựa và điền kinh, nơi xuất bản của Thư viện & Bảo tàng thể thao quốc gia trên internet. Một kế hoạch xây dựng bổ sung mới đang được thực hiện bao gồm một phòng trưng bày nghệ thuật và bảo tàng.
Năm 1961, các nhà hoạt động của Phong trào Dân quyền đã ép John F. Kennedy về các vấn đề phân biệt địa phương trong thời gian ông cư trú bên ngoài thị trấn.
Khu lịch sử Middleburg, bao gồm trung tâm thị trấn thế kỷ 19, được liệt kê trên Sổ đăng ký Địa danh Lịch sử Quốc gia. Tòa nhà lâu đời nhất trong thị trấn, Red Fox Inn & Tavern, ban đầu được thành lập vào năm 1728 bởi Joseph Chinn với tư cách là Chinn's Ordinary và được coi là nhà trọ lâu đời nhất ở Hoa Kỳ cũng được liệt kê trong Sổ đăng ký Địa danh Lịch sử Quốc gia là Benton, Khu lịch sử nông trại Burrland, Đồng cỏ xanh, Huntland, Nhà Mill, Nhà của tướng William Mitchell, Much Haddam, Khu lịch sử Unisonvà Welbourne.

## Vận chuyển
Tuyến đường Hoa Kỳ 50 là đường cao tốc chính duy nhất đi ngang Middleburg. Đường tiếp tục đi về phía tây từ Middleburg đến Winchester và tiếp tục về phía tây trên khắp đất nước, cuối cùng đến California. Hướng về phía đông, Tuyến 50 đến Fairfax, tiếp tục đi qua Washington, DC và cuối cùng kết thúc tại Ocean City, Maryland.

## Nhân khẩu học
Theo điều tra dân số năm 2000, có 632 người, 322 hộ gia đình và 171 gia đình cư trú trong thị trấn. Các mật độ dân số là 1,083.8 người trên mỗi dặm vuông (420,7/km²). Có 364 đơn vị nhà ở với mật độ trung bình 624,2 mỗi dặm vuông (242,3/km²). Thành phần chủng tộc của thị trấn là 76,58% da trắng, 20,25% người Mỹ gốc Phi, 0,16% người châu Á, 1,27% từ các chủng tộc khác và 1,74% từ hai chủng tộc trở lên. Người gốc Tây Ban Nha hoặc La tinh thuộc bất kỳ chủng tộc nào chiếm 4,27% dân số.
Có 322 hộ trong đó 20,2% có con dưới 18 tuổi sống chung với họ, 33,2% là vợ chồng sống chung, 14,9% có chủ hộ là nữ không có chồng và 46,6% không có gia đình. 39,4% tất cả các hộ gia đình được tạo thành từ các cá nhân và 15,8% có người sống một mình từ 65 tuổi trở lên. Quy mô hộ trung bình là 1,96 và quy mô gia đình trung bình là 2,57.
Trong thị trấn, dân số chiếm 16,9% ở độ tuổi 18, 5,9% từ 18 đến 24, 29,4% từ 25 đến 44, 26,1% từ 45 đến 64 và 21,7% từ 65 tuổi trở lên. Độ tuổi trung bình là 44 tuổi. Cứ 100 nữ thì có 72,7 nam. Cứ 100 nữ từ 18 tuổi trở lên, có 71,6 nam.
Thu nhập trung bình cho một hộ gia đình trong thị trấn là 40.625 đô la và thu nhập trung bình cho một gia đình là 60.313 đô la. Nam giới có thu nhập trung bình là $ 41,875 so với $ 32,708 cho nữ giới. Các thu nhập bình quân đầu người cho thị trấn là $ 32.643. Khoảng 6,7% gia đình và 9,9% dân số sống dưới mức nghèo khổ, bao gồm 10,7% những người dưới 18 tuổi và 10,3% những người từ 65 tuổi trở lên.